# Vol Swissair 306
Le 4 septembre 1963, la Sud-Aviation SE 210 Caravelle assurant le vol Swissair 306, un vol international régulier reliant Zurich à Rome, avec une escale prévue à Genève, s'écrase dans un champ près de Dürrenäsch, en Argovie, à 40 km à l'ouest de l'aéroport international de Zurich, à la suite d'un incendie survenue à bord peu après le décollage.
La totalité des 80 personnes présentes à bord, soit 74 passagers et 6 membres d'équipage, périssent. Cet accident est tristement célèbre pour avoir fait 43 victimes parmi les 217 habitants du village de Humlikon, plongeant ce village dans une crise de main-d’œuvre et de gestion politique.

## Avion

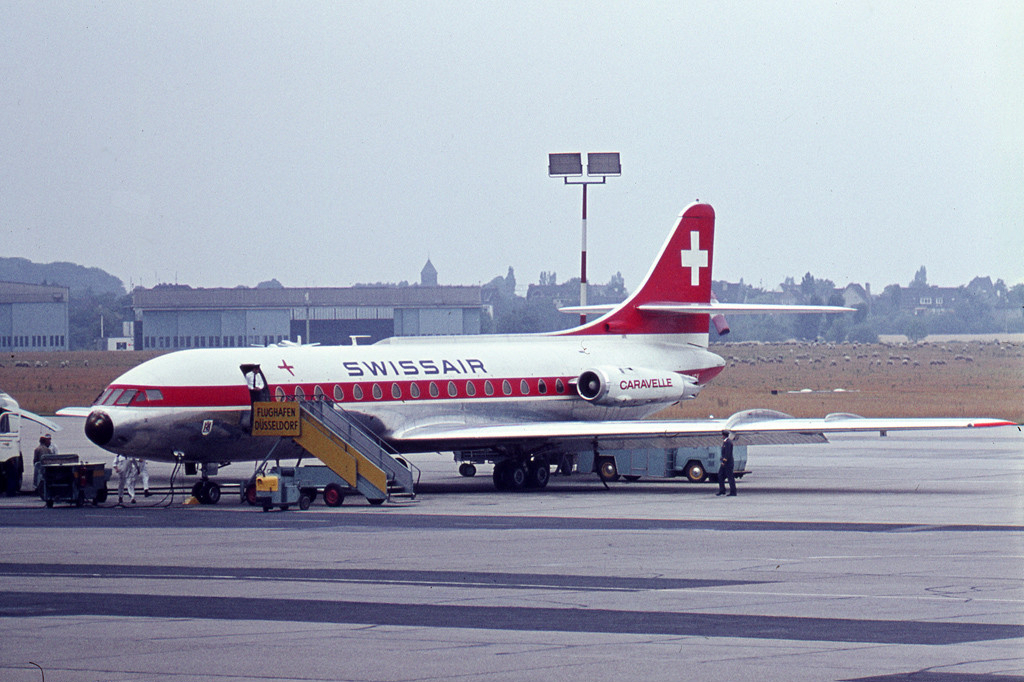
Une Sud Aviation Caravelle III de Swissair similaire à celle impliqué dans l'accident.

L'avion est une Sud-Aviation SE 210 Caravelle, immatriculée HB-ICV, no de série 147, baptisée « Schaffhouse », un modèle fabriqué depuis décembre 1959. Elle fait partie de la dernière livraison effectuée à Swissair, le 19 octobre 1962. Cet avion de ligne court/moyen-courrier a volé la première fois le 2 octobre 1962. La masse maximale au décollage est de 48 tonnes et ses moteurs sont des Rolls-Royce Avon RA.29 Mk.527/527B. Sa masse est plus élevée et ses moteurs plus puissants par rapport aux précédentes Caravelle I/IA dont 26 exemplaires ont déjà été produits et sont en service sur SAS et Air France. 85 exemplaires de la Caravelle III ont été construits.
Elle totalise 2 082 heures de vol. Et les réacteurs ont 1 519 heures de vol pour le gauche et 1 363 pour le droit, ce qui est inférieur à la limite de 1 800 heures pour ces réacteurs.

## Déroulement du vol
Ce vol régulier de la Swissair, assuré par une Caravelle, au départ de l'aéroport de Zurich est à destination de Rome, avec une escale à Genève-Cointrin. La veille de l'accident, l'avion effectue plusieurs rotations entre Zurich-Vienne puis Genève puis un Zurich-Rome avec un retour avec escale à Genève. C'est la rotation inverse que Swissair entame ce 4 septembre 1963 avec la Caravelle HB-ICV.
Le 4 septembre, il y a un brouillard épais à l'aéroport de Zurich Kloten. La Caravelle HB-ICV est sortie du hangar et préparée pour son vol vers Genève puis Rome.
À 5 h 40, heure locale (4 h 40 UTC), l'équipage commence sa préparation de vol ; le frein de stationnement, réglé à 9 (la Caravelle a 9 niveaux différents pour le frein de stationnement 9 = plein ; 0 = off) par le personnel au sol une heure auparavant, est maintenant réglé à 1 (en attente) par l'équipage du poste de pilotage. Cela signifie que la Caravelle pourrait rouler, les disques de frein touchent à peine les roues. Cependant, dans ce cas, les freins peuvent surchauffer si l'avion roule trop vite pendant une période prolongée.
À 7 h 5, Eugen Bohli, le commandant de bord, demande à la tour de contrôle l’autorisation d’inspecter la piste 34. La RVR (Runway Visual Range) est de 180 mètres, ce qui est inférieur à la limite de la compagnie (200 mètres). Le but est d'utiliser la puissance des moteurs pour disperser le brouillard et ainsi augmenter la RVR. C'est une procédure courante de Swissair à l'époque. Lorsque l'avion commence à rouler, le frein de stationnement est toujours serré à « 1 ». Le brouillard est si dense qu'une voiture « follow me » doit guider la Caravelle jusqu'à la piste 34. La Caravelle roule lentement mais presque pleine puissance sur 1 400 mètres pour disperser le brouillard. L'avion fait demi-tour et rejoint le seuil de piste toujours en utilisant une puissance élevée ainsi que les freins.
À 7 h 9, le vol SR306 est autorisé à décoller.
À 7 h 13, la Caravelle « Schaffhouse » fait son dernier virage à l'extrémité de la piste pour s'aligner et décoller. À ce moment, le pneu no 4 gauche éclate en créant des dommages sur le circuit hydraulique. Comme il n'y a pas d'indicateur de température des freins dans le poste de pilotage de la Caravelle (à cette époque), l'équipage n'est pas alerté d'une anomalie et entame le décollage.

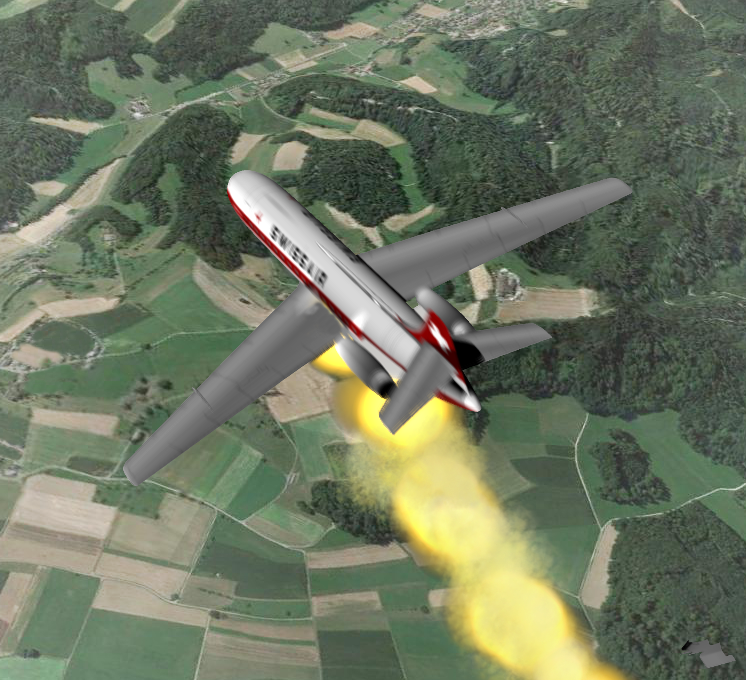
Vue d'artiste du vol 306 en flamme.

Le vol 306 est en montée au seuil de 10 000 pieds avec un cap à 300°. Une fois le train rentré, la surchauffe allume un incendie qui se propage dans le logement du train. Le liquide hydraulique, très inflammable, propage l'incendie en détruisant les circuits hydrauliques ainsi que la conduite de carburant du moteur no 1. L'avion devient incontrôlable et part en lacet à gauche.
À 7 h 19, l'avion atteint 2 700 mètres d'altitude. Il commence à perdre de l'altitude et part sur la gauche.
À 7 h 20, le commandant Bohli déclare l'avion en détresse (message « Mayday ») suivi de «...no more... no more... no more...».
À 7 h 22, l'avion touche le sol, créant un cratère de 8 mètres de profondeur et endommageant les toits de deux fermes avoisinantes ainsi qu'une grange,.

## Équipage
Commandant de bordEugen Bohli, 37 ans
CopiloteRudolf Widmer
Personnel de cabineBinia Martin, Irène Ruschmann, Alfred Schlüchter, Gertrud Streuli

## Bilan
Il n'y a aucun survivant. Les 80 personnes à bord (74 passagers, 6 membres d'équipage) sont mortes. Il n'y a aucune victime au sol. Le village de Humlikon (qui compte 200 habitants en 1963), perd le 1/5e de ses habitants. Cette perte génère les problèmes de gestion du village et de main-d'œuvre disponible à un moment où les moissons et les récoltes ne sont pas terminées.
La localité de Dürrenäsch est peu touchée ; l'avion s'est déchiqueté à l'impact sur une zone restreinte, endommageant deux fermes et un abri. Les propriétaires du terrain retrouvent 50 ans après des morceaux provenant de la Caravelle « Schaffhouse ».
La Caravelle transporte aussi une délégation du Conseil fédéral qui allait participer à Rome à une conférence de l'ONU sur le tourisme. À bord, un « inconnu » qui est le premier passager identifié ; il s'agit de Reynold Thiel, surveillé par le département politique dans le cadre de l'affaire Crypto AG et suspecté d'être un membre du communisme international.

### Victimes par nationalité
| Nationalité | Passagers* | Équipage | Total |
| ----------- | ---------- | -------- | ----- |
| Suisse      | 68         | 6        | 74    |
| Belgique    | 1          | -        | 1     |
| Égypte      | 1          | -        | 1     |
| États-Unis  | 1          | -        | 1     |
| Iran        | 1          | -        | 1     |
| Israël      | 1          | -        | 1     |
| Royaume-Uni | 1          | -        | 1     |
| Total       | 74         | 6        | 80    |

## L'enquête
Lors de l'enquête, les boîtes noires ne donnent aucune indication sur la cause précise de l'accident.
Comme plusieurs témoins rapportent le fait d'avoir vu des flammes s'échapper de l'emplanture de l'aile gauche, et peu après le décollage, l'enquête va se focaliser sur les pièces retrouvées sur la piste de décollage no 34. Ce sont des pièces du train d'atterrissage de la Caravelle et des traces de liquide. Ces éléments vont permettre de reconstituer les étapes de l'accident et sa cause originelle.

### Le brouillard: la procédure Swissair de création de «tunnels»
À cette époque, une procédure déployée par Swissair était de « souffler » la piste et dissiper le brouillard avant le départ. Pour ce faire, l'avion était positionné à la position de départ et les moteurs étaient amenés à un rendement élevé pendant 10 à 15 secondes avec les freins serrés. Ainsi la chaleur dégagée par les réacteurs d'un avion à réaction pouvait rapidement dégager 100 mètres de brouillard sur la piste. En répétant cette manœuvre plusieurs fois, 500 à 800 mètres de brouillard pouvaient être dégagés de la piste. Sans vent, la procédure permettait de créer un « tunnel » qui perdurait jusqu'à cinq minutes ce qui était suffisant pour effectuer un décollage. Swissair affine cette procédure en faisant rouler l'avion sur la piste, en remontant vers la position de départ (c'est-à-dire qu'il fait un « backtrack »), en s'arrêtant plusieurs fois en cours de route pour répéter la procédure (moteurs à rendement élevé et freins serrés). Ainsi plusieurs tunnels sans brouillard sont créés les uns derrière les autres. Cependant, comme les tunnels se referment rapidement, il fallait rouler à une vitesse accrue entre les différents arrêts.
Ce matin du 4 septembre, il y a du brouillard sur Kloten (le nom de l'aéroport de Zurich en 1963). La visibilité est tellement faible que la Caravelle HB-ICV de Swissair est guidée par une voiture balise de l'aéroport « follow me » jusqu'à la piste 34. La visibilité est de 180 mètres, soit en-dessous des 200 mètres prévus par la procédure Swissair pour effectuer un décollage. La Caravelle entame un « backtrack », réacteurs à fort régime, freins serrés pour retenir l'avion et remonte la piste sur 1 400 mètres.

### Les freins: sollicités
Bien que cette méthode de création de « tunnels » sollicitait beaucoup le système de freinage, il était supposé que les freins dans leur ensemble ne seraient pas soumis à des contraintes plus importantes que celles créées par un freinage d'urgence lors d'un atterrissage. Par conséquent, le contrôle de la température du train se faisait par détection simple, ce qui était jugé suffisant. À cette époque, en 1963, la Caravelle III n'a aucune mesure directe de la température des freins et aucun cadran qui affiche une valeur dans le poste de pilotage. Le contrôle est externe et manuel au sens littéral du terme. Lors de l'enquête, il a été montré qu'aucune mesure ni aucun calcul précis n'avaient été effectués pour évaluer l'impact de cette sollicitation importante sur les freins. Pour compléter le freinage, les Caravelles furent même équipées d'un parachute d'arrêt aidant le ralentissement à l'atterrissage, le freinage ne pouvant le faire dans des conditions plus contraignantes. Cela fut par exemple utilisé à l'aéroport de Nice.
Cette procédure de « tunnels » avait été soumise aux techniciens et instructeurs de Swissair et aucune préoccupation n'avait été formulée. En revanche, ni l'autorité de surveillance de l'aviation civile suisse, ni le fabricant (Sud-Aviation) n'en avaient été informés, car il avait été considéré que ces tests étaient dans les limites normales d'exploitation.
À cette sollicitation s'ajoute le fait que la Caravelle HB-ICV avait quitté son stationnement avec le frein de stationnement toujours réglé sur « 1 ». Ce qui en condition normale d'utilisation n’aurait créé aucun problème. Mais avec la sollicitation continue, les freins se dilatent et avec la friction légère du frein de stationnement, la dilatation s'intensifie ainsi que la température des freins. L'enquête retient que l'ensemble du train d'atterrissage (freins, roues, jantes, pneus) a été très fortement sollicité jusqu'au moment où la Caravelle fait son demi-tour pour décoller.

### Liquide de freins
Avec la montée en température, les jantes en magnésium perdent leur résistance et les fragments récoltés sur la piste montrent qu'en faisant demi-tour au point de décollage au moins une jante de la Caravelle se casse au niveau du train principal gauche. Le pneu éclate avant le décollage, mais là aussi, aucun détecteur ne peut signaler cela aux pilotes dans le cockpit. À partir de cet instant, au moins une des conduites hydrauliques est endommagée. Des traces de liquide de frein retrouvées sur la piste mettent en évidence une rupture dans l'un des circuits. À cette époque, en 1963, le liquide de frein employé sur ce modèle de Caravelle est un liquide facilement inflammable. Si l'enquête n'a pu déterminer si le liquide de frein était déjà enflammé à ce point, il est certain que dès que le train d'atterrissage est rentré, un incendie se déclenche à partir du logement du train d'atterrissage et se propage par les conduites hydrauliques. L'enquête n'a pas pu préciser l'origine exacte, mais retient que ce fut soit le résultat d'une chaleur intense, soit mécaniquement par la projection d'une partie de la jante, soit par un feu déjà en cours sur la roue. Malgré un circuit hydraulique double (ce sont les premiers), l'ensemble des deux systèmes hydrauliques deviennent rapidement inopérants d'abord par la chute de la pression hydraulique, nécessaire à toute action sur les commandes de vols, puis par la combustion qui se propage rapidement. L'avion devient non pilotable.

## Les conséquences de cet accident

### Modifications des procédures Swissair
Les procédures Swissair concernant la création de « tunnels » pour dissiper le brouillard sont modifiées. La réglementation rappelle que les freins doivent être utilisés « avec précaution » pour éviter une surchauffe lors de la réalisation de cette procédure. Une précaution supplémentaire est appliquée par les équipages de Caravelle qui consiste à conserver au décollage les trains sortis le plus longtemps possible, dès lors qu'ils ont été « sollicités », et ceci afin de les refroidir. Cette précaution est encore en usage dès lors qu'il peut exister un risque lié à une surchauffe des freins avant le décollage. Enfin, l'ILS, Instrument Landing System, mis au point dès la fin des années 1940, va s'imposer comme la norme pour les avions de transport aérien à la fin des années 1970.

### Modifications d'équipements sur la Caravelle III
Dans les 3 semaines qui suivent cet accident, Swissair fait équiper ses Caravelles d'alarmes incendie sur les trains principaux (le train avant n'a pas de freins).
L'élément propagateur de l'incendie fatal, a été le liquide dans le circuit hydraulique, facilement inflammable. Ce liquide sera remplacé par le Skydrol, un liquide ininflammable (quasi, car le point d'auto-inflammation est élevé) et dont la viscosité varie beaucoup moins (température, pression atmosphérique...).
Les évolutions de la règlementation interdisent maintenant tout ajout de procédure par rapport à celles données par le fabricant, sans en référer aux autorités de contrôle et au fabricant.

### La SUVA - Assurance
L'assurance suisse Suva (anciennement, CNA, Caisse nationale suisse d'assurance en cas d'accidents) est le principal assureur-accident de Suisse. Pour cette caisse nationale, cet accident vient après celui du DC-4 de Balair le 15 mai 1960 qui avait 11 des 12 occupants assurés à la Caisse nationale. Dans l'accident de Dürrenäsch, ce sont 22 des 80 victimes. Si ses réserves financières lui permettent de faire face, un litige de responsabilité va naître avec Swissair et va durer deux années. Années au cours desquelles Swissair choisit de verser les sommes d'assurance à Pâques 1964 alors que le procès en responsabilité n'est toujours pas attendu avant 1965. La SUVA tient Swissair pour responsable mais le rapport final de la Commission fédérale sur les accidents d'aviation au printemps 1965 exclut la question de la culpabilité. Swissair, afin de ne pas être civilement responsable, devait démontrer qu’elle avait tout fait pour éviter l'accident. Le feu s'étant déclaré à bord, du liquide de frein et des éléments des roues ayant été retrouvés sur la piste, cela aurait été un procès long, procès qui n’était dans l'intérêt de personne – ni de la Caisse nationale ni de Swissair. Un compromis fut donc établi : celui de ne jamais divulguer ni les circonstances ni le montant de la somme des recours.

### Humlikon: un village sous tutorat
Parmi les 80 passagers qui périssent dans l'accident, 43 victimes sont originaires du village de Humlikon. Les passagers sont issus des différentes instances dirigeantes du village et des principales exploitations agricoles. Il y a l’ensemble des membres du conseil communal, les responsables de l’école et le buraliste postal. Il s'agit du voyage annuel des membres de la coopérative qui se rendaient visiter un institut expérimental agricole près de Genève. C'était un baptême de l'air pour toutes ces personnes qui n'avaient jamais pris l'avion auparavant.
Dix neuf couples (et cinq célibataires) laissent 39 orphelins et cinq demi-orphelins dans le village. Dans la plupart des familles touchées, les grands-parents ou les frères et sœurs plus âgés ont pu se substituer aux parents. Seuls six enfants durent quitter leur maison, pour être hébergés chez des parents proches.
Après l'accident, le village d'Humlikon organise des élections les 26 et 27 octobre 1963 afin de désigner des titulaires pour chacun des postes nécessaires à la gestion du village. Mais le village ne compte plus que 52 hommes ayant le droit de voter. Le suffrage féminin, pourtant inscrit dans la Constitution de 1848 proclamant l'égalité en droit de tous les êtres humains, n'est effectif que dans 3 cantons romands en 1963, et donc pas dans le canton de Zurich. Le canton de Zurich doit temporairement prendre en charge la direction de la commune. À cette époque de l'année, avec le manque de main d'œuvre, les travaux agricoles urgents (récoltes, moissons) sont mis en suspens. Le Département des affaires économiques du canton fait appel à un ingénieur agronome pour gérer les travaux de récolte. La catastrophe aérienne provoque une réaction de soutien, et 40 à 70 volontaires de toutes les régions de Suisse et même de l'étranger viennent aider aux récoltes.

## Mémorial

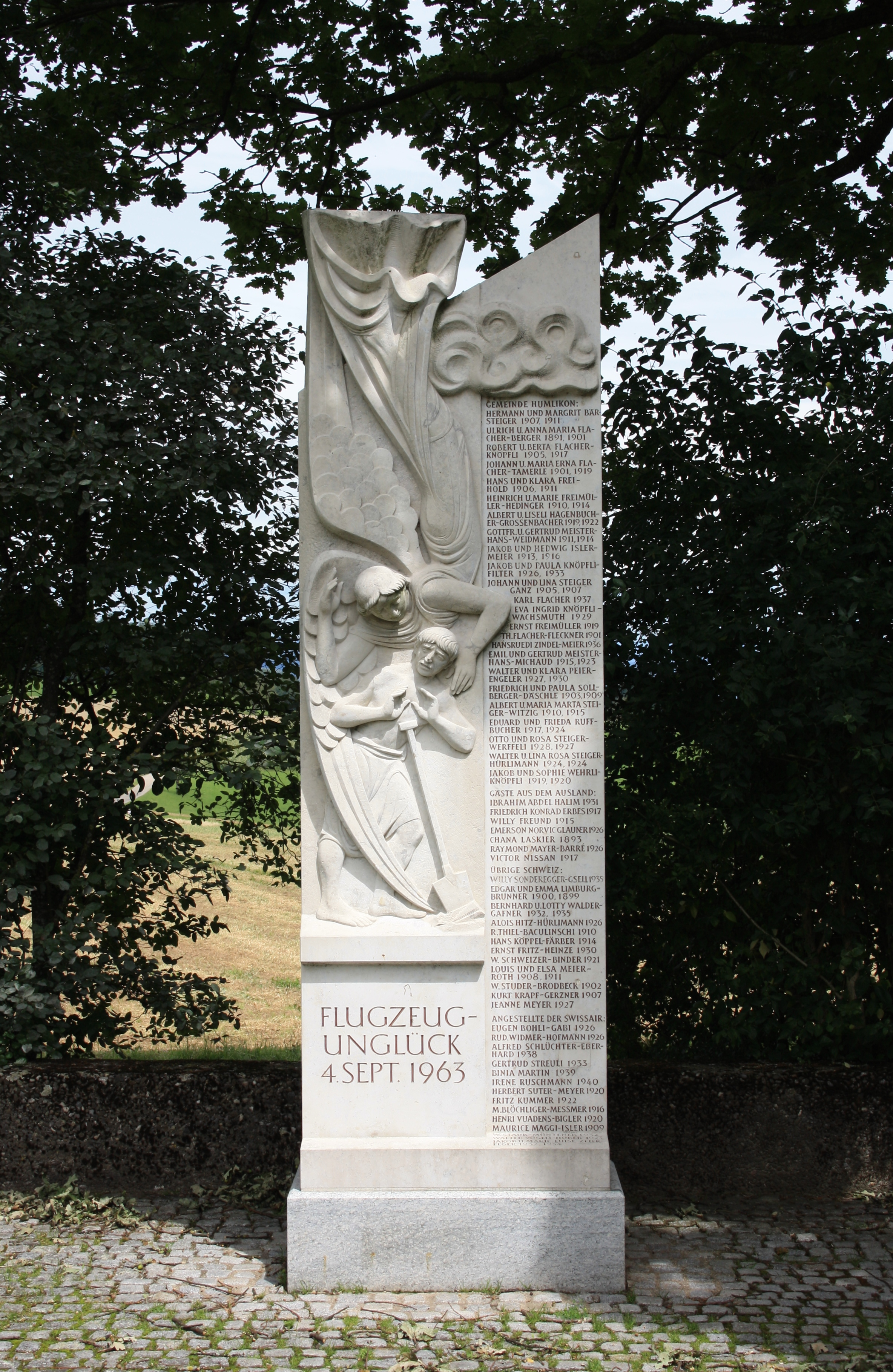
Stèle commémorative de Dürrenäsch.

Un monument en souvenir des victimes est situé à Dürrenäsch, en face du site du crash. Au 50e anniversaire, une cérémonie s'y est déroulée.

## Accidents similaires
- Vol Nigeria Airways 2120  - 1991 - Douglas DC-8 - feu à bord après éclatement d'un pneu au décollage
- Vol Air France 4590 – 2000 - Concorde - feu moteurs après éclatement d'un pneu au décollage
- Vol Swissair 111 - 1998 - McDonnell Douglas MD-11 - feu à bord d'un vol Swissair
- Vol Mexicana 940 - 1986 - Boeing 727–200 - incendie du train d’atterrissage
- Vol Propair 420 - 1998 - Fairchild Metroliner - incendie du train d’atterrissage
- Avec des pertes humaines importantes dans un même groupe:
  - Vol LaMia 2933 - 2016 - Avro RJ 85 - l'équipe de football brésilienne de Chapecoense perd 19 de ses membres
  - Accident de l'avion présidentiel polonais à Smolensk - 2010 - Tupolev Tu-154 - le président polonais, des membres du gouvernement et les principaux chefs d'état-major y perdent la vie (96 morts)
  - Crash de l'Alianza Lima Air[16] - 1987 - Fokker F27-400M - l'équipe de football de l'Alianza Lima perd la totalité de ses membres (43 morts)
  - The Day the Music Died - 1959 - Beechcraft Bonanza - Buddy Holly ainsi que Ritchie Valens et J. P. "The Big Bopper" Richardson

### Liens connexes
- Brouillard: Création de tunnels[17], sur Orly et Roissy inventée par Jean Bertin avec des réacteurs réformés ATAR
- Brouillard: Turboclair installé à Paris-Orly et Roissy (réacteurs dissipant le brouillard)[18] avec approbation FAA et procédure atterrissage Turboclair sur Caravelle Air Inter utilisée jusque dans les années 80 avant remplacement par les procédures CAT III / l'ILS
- Les servo-commandes hydrauliques sur Caravelle[12] (pour l'importance du circuit hydraulique sur le pilotage)